# Massacre de Roboski
 (septembre 2022).
La mise en forme du texte ne suit pas les recommandations de Wikipédia : il faut le « wikifier ».
Les points d'amélioration suivants sont les cas les plus fréquents. Le détail des points à revoir est peut-être précisé sur la page de discussion.
- Les titres sont pré-formatés par le logiciel. Ils ne sont ni en capitales, ni en gras.
- Le texte ne doit pas être écrit en capitales (les noms de famille non plus), ni en gras, ni en italique, ni en « petit »…
- Le gras n'est utilisé que pour surligner le titre de l'article dans l'introduction, une seule fois.
- L'italique est rarement utilisé : mots en langue étrangère, titres d'œuvres, noms de bateaux, etc.
- Les citations ne sont pas en italique mais en corps de texte normal. Elles sont entourées par des guillemets français : « et ».
- Les listes à puces sont à éviter, des paragraphes rédigés étant largement préférés. Les tableaux sont à réserver à la présentation de données structurées (résultats, etc.).
- Les appels de note de bas de page (petits chiffres en exposant, introduits par l'outil «  Source ») sont à placer entre la fin de phrase et le point final[comme ça].
- Les liens internes (vers d'autres articles de Wikipédia) sont à choisir avec parcimonie. Créez des liens vers des articles approfondissant le sujet. Les termes génériques sans rapport avec le sujet sont à éviter, ainsi que les répétitions de liens vers un même terme.
- Les liens externes sont à placer uniquement dans une section « Liens externes », à la fin de l'article. Ces liens sont à choisir avec parcimonie suivant les règles définies. Si un lien sert de source à l'article, son insertion dans le texte est à faire par les notes de bas de page.
- La présentation des références doit suivre les conventions bibliographiques. Il est recommandé d'utiliser les modèles {{Ouvrage}}, {{Chapitre}}, {{Article}}, {{Lien web}} et/ou {{Bibliographie}}. Le mode d'édition visuel peut mettre en forme automatiquement les références.
- Insérer une infobox (cadre d'informations à droite) n'est pas obligatoire pour parachever la mise en page.

Pour une aide détaillée, merci de consulter Aide:Wikification.
Si vous pensez que ces points ont été résolus, vous pouvez retirer ce bandeau et améliorer la mise en forme d'un autre article.
Le massacre de Roboski (kurde : Komkujiya Roboskî), également connu sous le nom de frappe aérienne d'Uludere,, a eu lieu le 28 décembre 2011, près de Roboski, province de Şırnak en Turquie, à la frontière irako-turque, lorsque l'armée de l'air turque a bombardé un groupe de civils kurdes qui avaient été impliqués dans la contrebande d'essence et de cigarettes, provoquant la mort de 34 personnes innocentes,,,. Selon un communiqué de l'armée de l'air turque, le groupe a été considéré à tort comme membre du Parti des travailleurs du Kurdistan (PKK).

## Incident
Un groupe de 40 villageois kurdes se déplaçait dans la nuit de décembre 28, 2011, du territoire irakien vers la frontière turque. Il s'agissait pour la plupart d'adolescents de la famille Encü d'Ortasu dans le district d'Uludere de la province de Şırnak, en Turquie. Selon les informations turques, ils auraient fait passer en contrebande des cigarettes, du carburant diesel et d'autres marchandises en Turquie, emballés sur des mulets,,.
Les forces armées turques avaient reçu des informations sur les activités dans la région dans la nuit de décembre 28, qui avaient été fournis par les services de renseignement américains sur la base d'un vol de drone américain. L'Armée de l'Air turque a examiné les images des véhicules aériens sans pilote survolant le terrain et a considéré les passeurs comme étant un groupe de militants du Parti des travailleurs du Kurdistan (PKK). Des responsables du Pentagone auraient déclaré que des drones américains avaient initialement repéré le groupe, mais après avoir alerté les Turcs et offert de mener une surveillance plus détaillée, ils ont été renvoyés et "les officiers turcs ont plutôt ordonné aux Américains qui pilotaient à distance le drone de le faire voler ailleurs". Deux F-16 Fighting Falcon de l'armée de l'air turque ont bombardé la zone,.
Le lendemain matin, des proches ont recherché les personnes disparues et ont retrouvé les corps des victimes. 34 des personnes appartenant au groupe ont été tuées pendant et peu de temps après la frappe aérienne. Deux civils se sont enfuis en Irak. Un seul survivant, Servet Encü, est retourné dans son village. 28 des morts appartenaient à la famille Encü. Les corps, certains d'entre eux brûlés au point d'être méconnaissables ou démembrés, ont été transportés dans leur ville natale sur des mulets en raison du terrain accidenté.
Servet Encü a déclaré que des générations de personnes dans son village et les colonies voisines avaient fait de la contrebande en raison de besoins financiers. Il a ajouté que les commerçants irakiens apportaient du carburant diesel ou du thé par des véhicules à moins de 2-3km de la frontière, et les villageois achetaient les marchandises et les ramenaient chez eux par des sentiers, ce qui prenait environ deux heures et demie. Il a déclaré que l'action de contrebande était bien connue des forces de sécurité des frontières.

## Funérailles
Les funérailles des victimes, à la suite d'une autopsie pratiquée à l'hôpital d'Uludere, ont eu lieu dans un cimetière nouvellement créé entre les villages Ortasu et Gülyazı. Le convoi funéraire, formé d'environ 1 000 véhicules et suivi par une foule d'environ 10 000 personnes, a couvert la distance de 20 km (12,42742384 mi) entre le centre du quartier et le cimetière en une heure,,.

## Manifestations

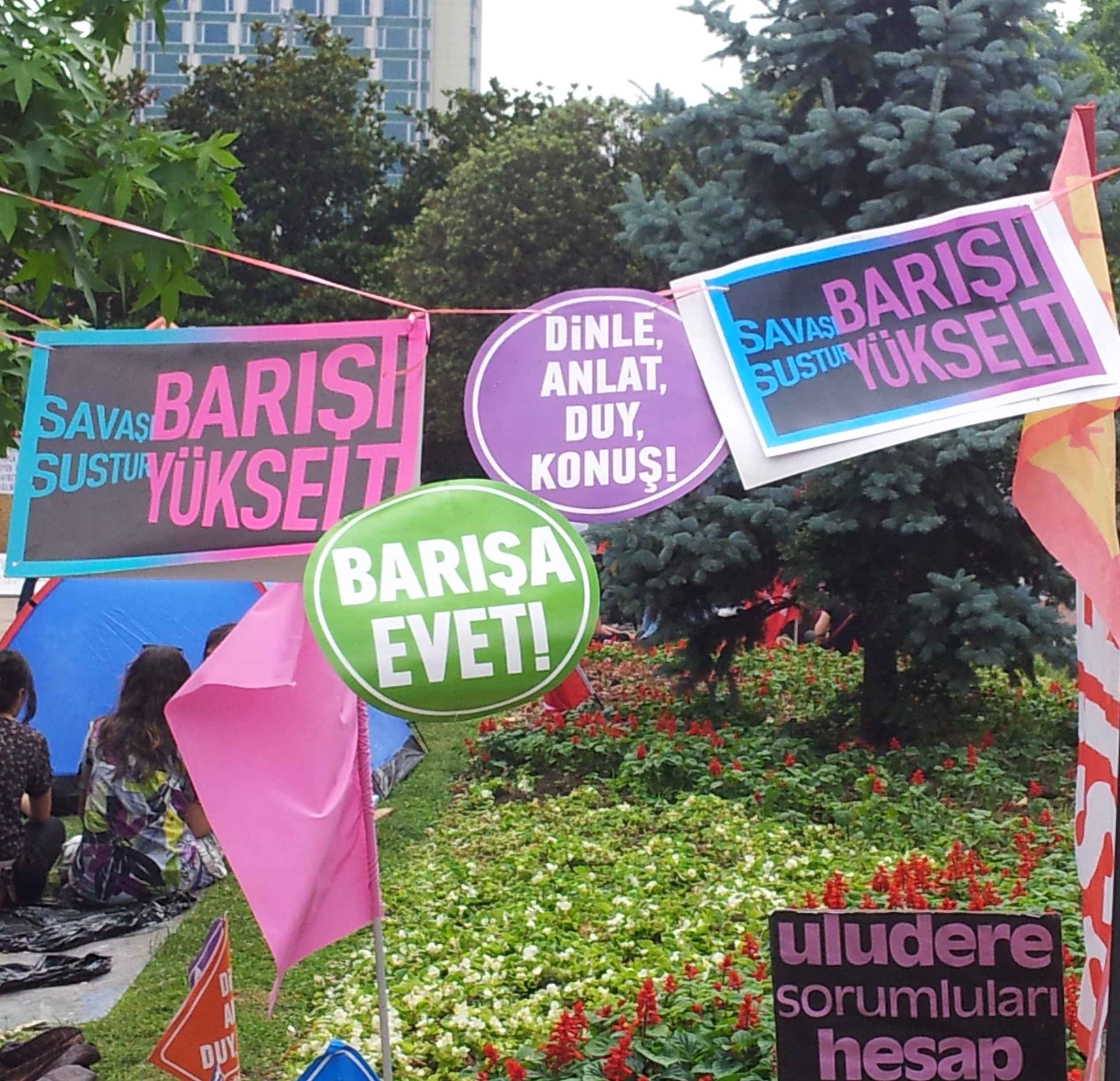
Une banderole lors des manifestations du parc Gezi demandant des poursuites pour les auteurs de la frappe aérienne à Uludere, en bas à droite

Des manifestations majeures ont suivi dans les villes à prédominance kurde de Turquie. À Diyarbakır, les manifestations sont devenues violentes, la police utilisant des matraques et des gaz lacrymogènes contre des manifestants qui lançaient des pierres et des cocktails Molotov sur la police. Des manifestations ont également eu lieu à Ankara et à Istanbul, où plus de 1 000 manifestants se sont rassemblés sur la place Taksim ; ils ont jeté des pierres sur la police et détruit des véhicules avant que la police ne disperse la foule avec des gaz lacrymogènes et des canons à eau.
Le gouverneur du district Naif Yavuz, qui était présent à l'autopsie et au service funèbre, a ensuite effectué une visite de condoléances aux maisons des proches des victimes. Peu de temps après sa visite, il a été attaqué par une foule, qui a tenté de le lyncher. Il a échappé à l'attaque avec l'aide de ses gardes de sécurité et a été hospitalisé pour ses blessures. L'attaque a été commise par des personnes extérieures au village.
À Nicosie, environ 300 Chypriotes kurdes ont marché sur l'ambassade de Turquie dans le nord de Chypre, où Murat Kanatlı, chef du parti de gauche Nouvelle Chypre, s'est adressé à la foule et a accusé la Turquie d'aggraver les tensions dans le sud-est du pays. La manifestation s'est terminée dans le calme.
A Téhéran, un groupe de Kurdes iraniens a manifesté devant l'ambassade de Turquie.[réf. nécessaire]
À Erbil, en Irak, les meurtres ont été protestés par quelque 500 Kurdes irakiens, dont certains ont affronté les forces de sécurité du Kurdistan irakien ; aucune victime n'a été signalée. Certains manifestants portaient des photos du chef du PKK Abdullah Öcalan et scandaient "combattez, combattez pour la liberté" et "Erdogan est un terroriste". Lors de la manifestation, l'activiste kurde Ali Mahmoud a déclaré à la presse que "Ce crime... est un véritable génocide, un crime de guerre et un crime contre l'humanité, et enfreint les lois internationales, nous exigeons que la Turquie soit jugée devant les tribunaux internationaux ".

## Réponses
Bahoz Erdal, le chef de la branche armée du PKK, a appelé à un soulèvement kurde en réponse à l'incident : "Nous exhortons le peuple du Kurdistan à réagir après ce massacre et à chercher un règlement de comptes par des soulèvements." Pendant ce temps, le chef du Parti de la paix et de la démocratie, Selahattin Demirtaş, a publié une déclaration affirmant que "c'est clairement un massacre de civils, dont le plus âgé a 20 ans", mais il a appelé les Kurdes à réagir par des moyens démocratiques. Il a également cité Erdoğan sur le président syrien Bashar al-Assad : "Un dirigeant qui tue son propre peuple a perdu sa légitimité" et a déclaré "maintenant je lui dis la même chose",.
Le Premier ministre Recep Tayyip Erdoğan a assuré que des enquêtes administratives et judiciaires essentielles avaient été ouvertes. Hüseyin Çelik, le vice-président et porte-parole du parti au pouvoir AK Party, a annoncé que les familles des victimes seraient indemnisées constituant une "excuse matérielle". Il a ajouté que des excuses verbales pourraient suivre après la découverte des détails de l'incident.
Le Parti républicain du peuple, le plus grand parti d'opposition de Turquie, a vivement critiqué ce qu'il perçoit comme la tentative du gouvernement de présenter l'incident comme un dommage collatéral compréhensible, le député kurde du CHP Sezgin Tanrikulu déclarant que « s'il y en a qui pensent que la mort de ces innocents n'est qu'un résultat naturel de la lutte contre le terrorisme, cela signifie que la Turquie a déjà été divisée pour des raisons morales."
Graeme Wood du blog du New York Times a demandé si Erdoğan était un dictateur et un oppresseur du "Nouvel Assad",.
Dans une enquête d'opinion publique MetroPOLL auprès de 1 174 Turcs, 14,5% ont déclaré que l'État était en fin de compte responsable des décès, 11,5% ont déclaré que les passeurs, 9,5% ont déclaré le PKK, 5,4% ont déclaré que le Premier ministre du gouvernement et 4,9% ont déclaré qu'il était l'état-major général. Lorsqu'on leur a demandé si le gouvernement s'était acquitté de ses responsabilités face à l'incident, 45 % ont répondu oui, et 38,1 % ont répondu non.

## Procédures judiciaires
En mars 2013, une commission d'enquête spéciale de la Grande Assemblée nationale turque a conclu qu'il n'y avait eu aucune intention délibérée de la part des fonctionnaires impliqués. En janvier Le 7 décembre 2014, une enquête pénale contre les agents de l'État s'est conclue par un plaidoyer de négligence. Diverses charges ont également été retenues contre les civils et les familles des défunts, dont certaines se sont soldées par des condamnations contre des particuliers.

### Contre les fonctionnaires impliqués
Le 9 janvier 2012, le commandant du poste frontière militaire de Gülyazı près de Roboski, le colonel de gendarmerie Hüseyin Onur Güney, a été suspendu de ses fonctions à la suite d'une enquête militaire. 17 membres de l'armée en service actif ont également été poursuivis pour avoir autorisé la contrebande à la frontière.
Le 9 janvier 2012, une commission spéciale chargée d'enquêter sur la frappe aérienne d'Uludere a été créée à la Grande Assemblée nationale turque. Au cours des audiences, des députés de l'opposition se sont plaints que le ministère de la Défense refusait de répondre aux questions et utilisait comme excuse l'ordonnance de confidentialité prise par le bureau du procureur. En mars Le 22 décembre 2013, la commission a soumis un rapport de 85 pages concluant que l'opération militaire qui s'est terminée avec 34 victimes civiles était sans intention délibérée. Trois membres de la commission issus des partis d'opposition ont déposé une minute de dissidence au rapport, critiquant principalement le manque d'enquête approfondie.
L'enquête pénale a été menée par le bureau du procureur de l'État de Diyarbakır. Les procureurs ont admis avoir été retardés dans l'attente des documents qu'ils avaient demandés au bureau du chef d'état-major général, qui étaient nécessaires avant de pouvoir interroger le personnel militaire. Malgré les limitations, les procureurs ont pu confirmer en août 6, 2012, que les villageois étaient clairement discernables à partir des images du véhicule aérien sans pilote prises avant la frappe aérienne. Le Wall Street Journal a rapporté que c'est un drone américain qui a repéré le groupe à la frontière irakienne. En juin Le 11 décembre 2013, le bureau du procureur de Diyarbakır, après avoir enquêté sur l'affaire pendant plus de 18 mois, a conclu à la négligence plutôt qu'à l'intention délibérée de l'état-major militaire. Ils se sont alors déclarés incompétents et ont transféré l'enquête au procureur militaire.
Le 7 janvier 2014, les procureurs militaires (le bureau du procureur militaire de l'état-major général) ont décidé de ne pas porter plainte ( nolle prosequi ) contre le personnel militaire, citant qu'aucune enquête n'était nécessaire pour le personnel militaire suspecté İlhan Bölük, Yıldırım Güvenç, Aygün Eker, Halil Erkek et Ali Rıza Kuğu car "ils ont commis une erreur majeure mais ont rempli leurs fonctions dans le cadre des ordres donnés".
Auparavant, le 23 mai 2012, le ministre de l'Intérieur de l'époque, İdris Naim Şahin, avait déclaré que l'autorisation de l'opération avait été donnée au centre de commandement des forces aériennes à Ankara. En janvier Le 7 décembre 2014, il a été signalé que le chef d'état-major général, Necdet Özel, avait autorisé l'opération environ 90 minutes avant le premier coup. En janvier 2012, le Parti pro-kurde pour la paix et la démocratie a déposé une plainte contre le gouvernement turc devant la Cour pénale internationale. En décembre 2013, la CPI a décidé qu'elle n'accepterait pas le procès, puisque la Turquie n'a pas signé le Statut de Rome.

### Concernant les civils et les familles des défunts
Cinq personnes ont été arrêtées pour avoir tenté d'assassiner le gouverneur du district d'Uludere, Naif Yavuz, le 9 janvier 2012.
Le 16 janvier 2012, les survivants Davut, Servet et Hacı Encü ont été jugés pour abus de la loi sur les passeports, franchissement illégal de la frontière et contrebande.
Le 28 juin 2012, six mois après la frappe aérienne, des membres d'ONG et des proches du défunt qui avaient l'intention de manifester sur le lieu du décès ont subi des violences policières et ont été dispersés par des canons à eau sous pression. Le 25 décembre 2012, quatre jours avant l'anniversaire de la frappe aérienne, la police a arrêté 19 personnes à Sirnak et dans ses environs.
Parmi les proches du défunt, Ferhat Encü, qui a perdu 11 proches dans la frappe aérienne, a fait l'objet d'un harcèlement continu de la part de la police, et aurait été arrêté quatre fois pour la même accusation. Il est ensuite devenu député du Parti démocratique des peuples mais a été démis de ses fonctions et emprisonné pendant 10 mois à la suite d'un discours au parlement dans lequel il a condamné la frappe aérienne de Roboski. Encü a été poursuivi et condamné pour propagande terroriste a été libéré au bout de 10 mois.